# Bataille d'Otlukbeli
La bataille d'Otlukbeli est une bataille qui opposa l'Empire ottoman de Mehmed II à la Horde du Mouton Blanc d'Ouzoun Hassan le 11 août 1473 (16 Rabi'Awwal 878 AH) non loin d'Erzincan. Bataille décisive dans la rivalité qui opposait les deux grandes puissances de l'Anatolie depuis une décennie, elle se solda par la défaite des Turcomans mettant fin aux ambitions occidentales d'Ouzoun Hassan et aux espoirs de l'Occident chrétien de trouver un allié efficace pour prendre les Turcs à revers.